# Sommer-Paralympics 2020/Teilnehmer (Botswana)
Botswana sendete für die Paralympischen Spiele 2020 in Tokio (24. August bis 5. September 2021) zwei Athleten.
| stlisierte Goldmedaille | stlisierte Silbermedaille | stlisierte Bronzemedaille |
| ----------------------- | ------------------------- | ------------------------- |
| —                       | —                         | —                         |

## Teilnehmer

### Leichtathletik
| Athleten      | Klassifizierung | Wettbewerb | Vorlauf/Vorkampf | Vorlauf/Vorkampf | Halbfinale | Halbfinale | Finale        | Finale        | Rang |
| Athleten      | Klassifizierung | Wettbewerb | Zeit/Weite       | Rang             | Zeit/Weite | Rang       | Zeit/Weite    | Rang          | Rang |
| ------------- | --------------- | ---------- | ---------------- | ---------------- | ---------- | ---------- | ------------- | ------------- | ---- |
| Frauen        |                 |            |                  |                  |            |            |               |               |      |
| Gloria Majaga | T13             | 400 m      | –                | –                | 1:04,18    | 5.         | Ausgeschieden | Ausgeschieden | 13.  |
| Männer        |                 |            |                  |                  |            |            |               |               |      |
| Edwin Masuge  | T13             | 400 m      | –                | –                | 50,13 s    | 4.         | 50,54         | 7.            | 7.   |